# Rhyacophila loxias
Rhyacophila loxias är en nattsländeart som beskrevs av Schmid 1970. Rhyacophila loxias ingår i släktet Rhyacophila och familjen rovnattsländor. Inga underarter finns listade i Catalogue of Life.